# まよなかデリバリー
まよなかデリバリーは、ラジオ関西のアニたまどっとコム内で、2013年4月5日から2015年12月26日まで放送していたラジオ番組。

## 概要
番組を「真夜中の宅配便」と称して、「配達員」であるパーソナリティの内山と山本が、リスナーの元へ様々な放送を届ける内容となっている。
番組のシンボルマークは、内山の好きな動物である「インコ」が山本の好きな動物である「ゴリラ」の肩に乗っているデザインになっている。

### パーソナリティ
- 内山夕実（愛称：ゆーみん）
- 山本希望（愛称：のじょさん）

## 放送局
| 放送局                              | 日時 | 備考               |
| ----------------------------------- | --- | ------------------ |
| ラジオ関西                          | 毎週金曜日 24:30 – 25:00（2013年4月5日 - 2015年3月27日） 毎週土曜日 24:00 - 24:30（2015年4月4日 - 2015年12月26日） |                    |
| インターネットラジオ配信 別冊ラジ関 | 毎週月曜日更新（2013年4月8日 - 2015年3月30日） 毎週火曜日更新（2015年4月7日 - 2015年12月29日）                     | バックナンバーなし |

## コーナー
まよデリ業務連絡（第1回 - 第142回）
普通のお便りを紹介するコーナー。
のじょみしゅらん（第1回 - 第97回）
様々な地域のおいしいモノ情報を募集し、お取り寄せ出来るモノはして試食をし、山本のご飯が進んだ具合で、オリジナルガイドブック『のじょみしゅらん』に載せるかどうかを決めるコーナー。
ホット or クール便（第1回 - 第96回）
頑張らなきゃいけない時にどうしても頑張れない人に励ましのメッセージをお届けするコーナー。ただし、励ましの言葉は、超熱く励ます「ホット」か、物凄く冷静に励ます「クール」の2種類。どちらになるかは、音声ルーレットで決定する。
いいにくいメッセージお届けします（第1回 - 第97回）
伝えたい気持ちはあるけれど、どうにも切り出しにくい話を、リスナーに代わって届けるコーナー。
負け厳禁!お夜食バトル!（第98回 - 第140回）
夜食グルメを賭けてパーソナリティ2人が対決するコーナー。勝者は夜食をゲット、敗者は夜食抜きで後片付けのペナルティが科される。
ハートに届け!まよボイス!（第98回 - 第139回）
パーソナリティ2人それぞれが考案したボイス（名前は伏せたまま）を披露するコーナー。どちらのボイスがよりハートに響いたかのリスナー判定は次々回放送で行われる。
真夜中の廃品回収!（第99回 - 第141回）
リスナーの要らない過去・消したい過去（廃品）をメールで募集し、パーソナリティが励ましのメッセージをメールにして送り返すコーナー。

### お試しコーナー（短期コーナー）
まよデリ 夜礼
パーソナリティ・リスナーが、放送日からの1週間の間にやり遂げたいことを目標にあげて、それが実際に出来たかどうかを検証していくコーナー。
夜食限定 銀座1丁目 気まぐれ食堂
夜食メニューの調理にチャレンジするコーナー。調理の工程ごとに調理の担当を決めるくじを引いていく。

## ゲスト
- 第67回（2014年7月11日） - きみコ（nano.RIPE）
- 第84回（2014年11月7日）・第85回（2014年11月14日）- 中村繪里子 ※助っ人パーソナリティ（内山夕実が病欠の為）
- 第135回（2015年11月7日） - 西沢幸奏

## 公開イベント
「KOBEぽっぷカルチャーフェスティバル 2ND」内、『まよなかデリバリー』公開録音
- 開催日 - 2013年9月23日
- 場所 - 神戸市立地域人材支援センター

「第19回ラジオ関西まつり〜ハーバーボンバー2014〜」内、『まよなかデリバリー』公開録音
- 開催日 - 2014年10月12日
- 場所 - 神戸ハーバーランド 高浜岸壁 Umie MOSAIC・アンパンマンミュージアム横
- ゲスト - 村川梨衣

「KOBEぽっぷカルチャーフェスティバル 4th」内、『アニたま三国志「まよなかもじゃまみれだよ〜」』
- アニたまどっとコム内の3番組による合同公開録音
- 開催日 - 2015年9月26日
- 場所 - 神戸市若松公園「鉄人広場」KOBEぽっぷカルチャーフェスティバル特設ステージ
- 出演 - 山本希望（『まよなかデリバリー』）、利根健太朗（『もじゃ先輩とさくら君』）、五十嵐裕美（『ゆきんこ・りえしょんのいちごまみれだよ〜』）

## 関連商品

### CD
DJCD「まよなかデリバリー CD第1便」
- 2013年9月23日の公開録音にて先行販売、10月18日よりアニたまSHOPにて発売。
- 新規収録（DISK1） - ゲスト：井上麻里奈
- 過去放送分（DISK2） - 第1回から第22回まで収録

DJCD「まよなかデリバリー CD第2便」
- 2014年3月22日、23日のアニメジャパン2014にて先行販売、4月16日よりアニたまSHOPにて発売。
- 新規収録（DISK1）
- 過去放送分（DISK2） - 第23回から第48回まで収録

DJCD「まよなかデリバリー CD第3便」
- 2014年10月12日の公開録音にて先行販売、11月5日よりアニたまSHOPにて発売。
- 新規収録（DISK1） - ゲスト：村川梨衣、鳥海浩輔、伊藤かな恵、佐倉綾音
- 過去放送分（DISK2） - 第49回から第74回まで収録

### グッズ
まよデリ ゴリラインコ友情Tシャツ
- 2013年9月23日の公開録音にて先行販売、10月18日よりアニたまSHOPで取り扱い開始。
- サイズ - S・M・L・XL

まよデリ新Tシャツ
- 2014年10月12日の公開録音にて販売。

まよデリマフラータオル
- 2014年10月12日の公開録音にて販売。

まよデリご挨拶タオル
- 2014年10月12日の公開録音にて、当番組関連商品6000円以上購入者にプレゼント。

まよデリ 一緒にお渡しTシャツ
- 2015年8月14日のコミックマーケット88にて販売。